# آلة رجل (رواية)
آله الرجل، هي رواية كتبها ماكس باري.  نُشرت في عام 2011 وهي رواية باري الرابعة، بعد شراكة 2006. تم إصداره في الأصل كمسلسل عبر الإنترنت، ولكن تم تحديثه ونشره في شكل كتاب

## الشخصيات
- د. تشارلز نيومان – مهندس ميكانيكي
- الدكتورة أنجليكا أوستن – طبيبة تشارلز نيومان
- لولا شانكس – أخصائية علاج طبيعي واهتمام حب تشارلز نيومان
- كاساندرا كيوتيري – مدير متوسط، مستقبل أفضل
- كارل لاروسوس – حارس أمن، مستقبل أفضل
- المدير – الرئيس التنفيذي لشركة مستقبل أفضل

## ملخص
تشارلز نيومان مهندس ميكانيكي يعمل في شركة أفضل مستقبل، وهي شركة أبحاث عسكرية.بعد أن فقد إحدى ساقيه في مشبك هيدروليكي، بدأ في العبث بأطراف اصطناعية للساق.البدائل التي يقوم ببنائها متقدمة للغاية لدرجة أنه قطع ساقه المتبقية من أجل الاستفادة الكاملة منها.تزوده شركة أفضل مستقبل بقسم الأبحاث الخاص به في علم التحكم الآلي، والذي كان يهدف في البداية إلى بيع الأطراف الصناعية الطبية، ثم الزيادات للعملاء من القطاع الخاص وأخيراً إنشاء جنود معززين.هذا يؤدي به في النهاية إلى قطع يده عن طريق الخطأ.في هذه الأثناء، يخترع مساعدوه كل الأشياء الجديدة المتعلقة بالجسد.يقع في حب لولا، ويصادق حارسه الشخصي كارل.
على مدار الأحداث. يستبدل نيومان تدريجياً المزيد من أجزاء الجسم بالآلات، ويعاني من آثار جانبية نفسية مختلفة في هذه العملية.بعد إعادة بنائه لأول مرة من الرقبة إلى أسفل كجندي آلي، يتم نقل عقله في النهاية إلى جهاز كمبيوتر.